# Амир-Корт
Амир-Корт (чечен. Ӏамир-Корт, Ӏаьмиран корта) — горная вершина в Казбековском районе Дагестана на границе с Ножай-Юртовским районом Чеченской Республики. Высота над уровнем моря составляет 1061 метра.

## Название
Название с чеченского переводится как вершина Амира.
Согласно преданиям, название горы связано с именем мифического нарта Амира (чеченский прометей). Образ нарта Амира — Амирани — широко проник в мифологию Грузии. Ср. с Амираниани.

## История
В районе Амир-корта произошёл ожесточённый бой между татаро-монгольскими войсками и чеченцами-ауховцами, в ходе которого на помощь последним пришли лакские боевые отряды. В этом бою погиб ауховский предводитель Янбек. В результате боя монголо-татарские войска, понеся большие потери, ушли с поля боя.

## Изображения

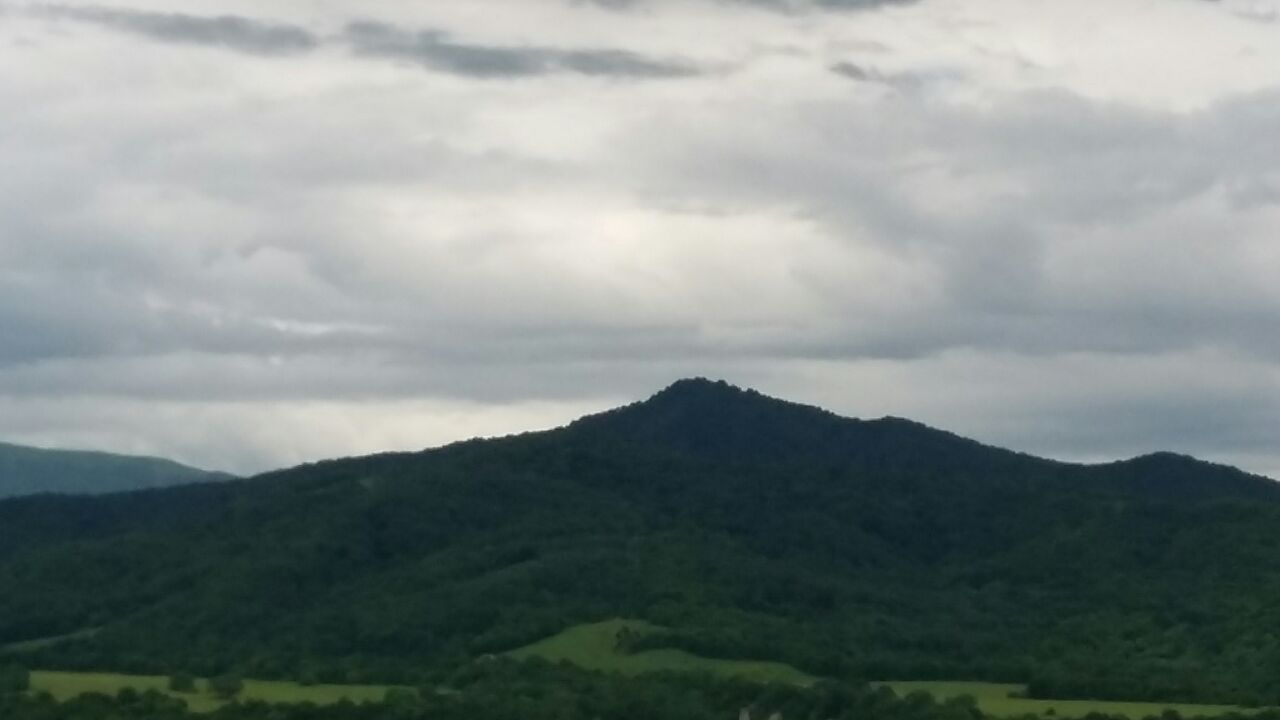
Амир-Корт